# Murricia
Murricia es un género de arañas araneomorfas de la familia Hersiliidae. Se encuentra en África ecuatorial y Sur de Asia.

## Lista de especies
Según The World Spider Catalog 12.0:
- Murricia cornuta Baehr & Baehr, 1993
- Murricia crinifera Baehr & Baehr, 1993
- Murricia hyderabadensis Javed & Tampal, 2010
- Murricia trapezodica Sen, Saha & Raychaudhuri, 2010
- Murricia triangularis Baehr & Baehr, 1993
- Murricia uva Foord, 2008